# Вохра
Вохра — багатозначний термін.

## У мінералогії
1) Вохра (від др.-грец. ὠχρός «жовто-блідий, оранжевий») — природний пігмент, що складається з гідрату оксиду заліза з домішкою глини та піску. Землисті скупчення мінералів, переважно оксидів та гідроксидів заліза і марганцю. Це сімейство природних пігментів, що включає жовту вохру, червону вохру, фіолетову вохру, сієну та умбру. Основним інгредієнтом усіх вохр є оксид-гідроксид заліза (III), знаний як лімоніт, який надає їм жовтий колір.

### Історія
В доісторичні та стародавні часи пігмент жовтої та червоної вохри використовували багато різних цивілізацій на різних континентах. Свідчення обробки вохри в Африці та Європі, датовані археологами 300 000 років тому, докази використання в Австралії датовані 50 000 років тому, а нові дослідження виявили докази в Азії, які датуються 40 000 років тому.
Зокрема, вохра зустрічається ще в середній кам'яній добі на території Південної Африки як барвник для прикраси декоративних равликів або як прикраса тіла, також для малювання, наприклад, серед північноамериканських індіанців племені беотуки. Вохру використовували в печерному живописі європейського верхнього палеоліту. Розсип червоної вохри є типовою ознакою похованнь від граветта до мадлену. На місці печери Бломбос у Південній Африці, датованої приблизно 75 000 років тому, були знайдені шматки вохри з вигравіюваними абстрактними орнаментами. В Уельсі палеолітичне поховання під назвою «Червона леді Павіленду» з покриттям з червоної охри датується приблизно 33 000 роками тому. Наскельні картини тварин, виконані пігментами червоної та жовтої охри, були знайдені на палеолітичних стоянках у Пеш-Мерль у Франції (вік близько 25 000 років) і печері Альтаміра в Іспанії (близько 16 500–15 000 років до н. е.). У печері Ласко є зображення коня, пофарбованого в жовту вохру, вік якого оцінюється в 17 300 років. Вохру знайдено у печерних поселеннях Криму (Україна). У неолітичних похованнях, можливо, використовували пігменти червоної охри символічно, щоб уявити повернення на землю, або, можливо, як форму ритуального відродження, в якому колір може символізувати кров і гіпотезу Великої Богині (згідно з якою в Європі, Західній Азії та Північній Африці епохи палеоліту, мезоліту та/або неоліту поклонялися єдиному монотеїстичному жіночому божеству).
У античності і середньовіччі вохра була однією з основних теплих палітр усіх кольорових засобів у мистецтві всього світу.

## Загальний опис
Вохра складається з глини та оксидів заліза, по суті це глина, забарвлена різною кількістю гематиту, що варіюється від 20 % до 70 %. Колір — від блідо-жовтого до темно-бурого. 
Пігмент жовта вохра, FeO(OH)·nH2O, являє собою гідратований гідроксид заліза (лімоніт), який також називають золотою вохрою.
Червона охра, Fe2О3, має червонуватий колір від мінералу гематиту, який є безводним оксидом заліза.
Фіолетова вохра за хімічним складом ідентична червоній вохрі, але має інший відтінок, викликаний різними властивостями дифракції світла, пов’язаними з більшим середнім розміром частинок.
Коричнева вохра, також FeO(OH), (гетит), є частково гідратованим оксидом заліза.
Сієна містить як лімоніт, так і невелику кількість оксиду марганцю (менше 5%), що робить її темнішою за вохру.
Пігменти умбри містять більшу частку марганцю (5-20%), що робить їх темно-коричневими.
Коли природні пігменти сієни та умбри нагріваються, вони зневоднюються, і частина лімоніту перетворюється на гематит, надаючи їм більше червонуватих кольорів, які називаються випаленою сієною та випаленою умброю. 
Вохра нетоксична і її можна використовувати для виготовлення олійної фарби, яка швидко висихає і добре покриває поверхні. Сучасні пігменти вохри часто виготовляють з використанням синтетичного оксиду заліза. 
Поширення
Найвідоміші в Європі кар'єри вохри розташовані у французькому місті Руссільон в департаменті Воклюз. Золота охра славилася особливо гарною якістю з її вишуканим кольором, типовим для бароко жовтим. Вражаючий, також покинутий гірничий район розташований приблизно за 20 км на схід від Руссійона в Колорадо поблизу Бувена, на південь від Рустреля. Ці родовища використовували вже в римські часи, пізніше були забуті і знову відкриті лише в 1780 році.
Видобуток і продаж французької охри керується Société des Ocres de France (SOF). У Німеччині, насамперед у Госларі на північній околиці гір Гарц, вохру добували з відстійних басейнів («вохристих боліт»), що очищало шурфові води з шахт Раммельсберга. У Верхньому Пфальці вохру добували в шахтах поблизу Нойкірхена поблизу Зульцбах-Розенберга приблизно до 1920 року. Потім вохру зазвичай обробляли там на малярному заводі для виготовлення лаку.
Відомий австралійський район видобутку корисних копалин, зокрема, вохри — Вілгі Міа поблизу Перта.
В Україні родовища вохри видобуваються на Донбасі, Харківщині, у Закарпатті. Зокрема, розробляються родовища Яснополянське (вохра жовта, Донецька обл.), Ільницьке, Іршавське, Малоком’ятське, Новоселицьке (вохра жовта, червона Закарпатська обл.), Марківське	(вохра жовта, Луганська обл.), Суха Кам’янка (вохра жовта, Харківська обл.).	
Невеликі кількості вохри теж сьогодні видобувають, особливо барвисті «гнізда» (невеликі, зосереджені скупчення), які використовують спеціально для потреб художників і реставрацій.
Більшість сучасної вохри виготовляють з оксиду заліза.
Завдяки стійкості мінеральних пігментів до впливу світла та хімічних речовин, а також дешевизні, вохру широко застосовують для всіх видів фарб: клейових, масляних та ін.

### Різновиди
- вохру буру (лімоніт),
- вохру ванадіїсту (мінерал щербинаїт),
- вохру вольфрамову (мінерал тунгстит),
- вохру бісмутову (продукт розкладу бісмутових мінералів), а також
- вохру залізисту,
- вохру кобальтисту,
- вохру купоросну,
- вохру марганцеву,
- вохру мідну,
- вохру молібденову,
- вохру нікелеву,
- вохру паладієву,
- вохру свинцеву,
- вохру танталову,
- вохру телуристу тощо.

## Мінеральна фарба
2) Природна мінеральна фарба. Усі вохри можуть бути використані в будь-якій зв’язувальній речовині при відповідному розтиранні. Як пігменти оксиду заліза, вони абсолютно світлостійкі, стійкі до погодних умов і сумісні з усіма іншими пігментами.

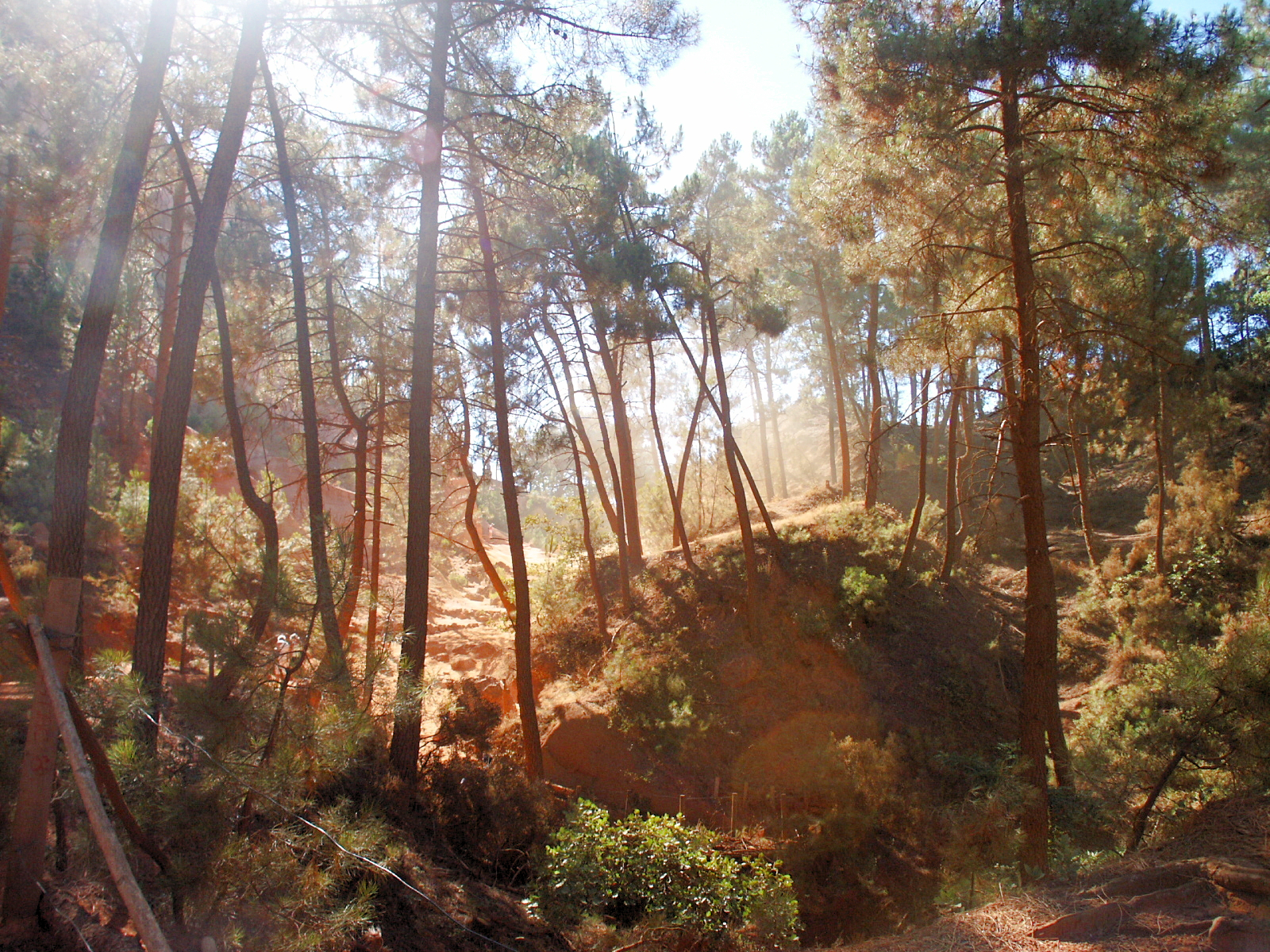
Між вохристими скелями в Руссільоні
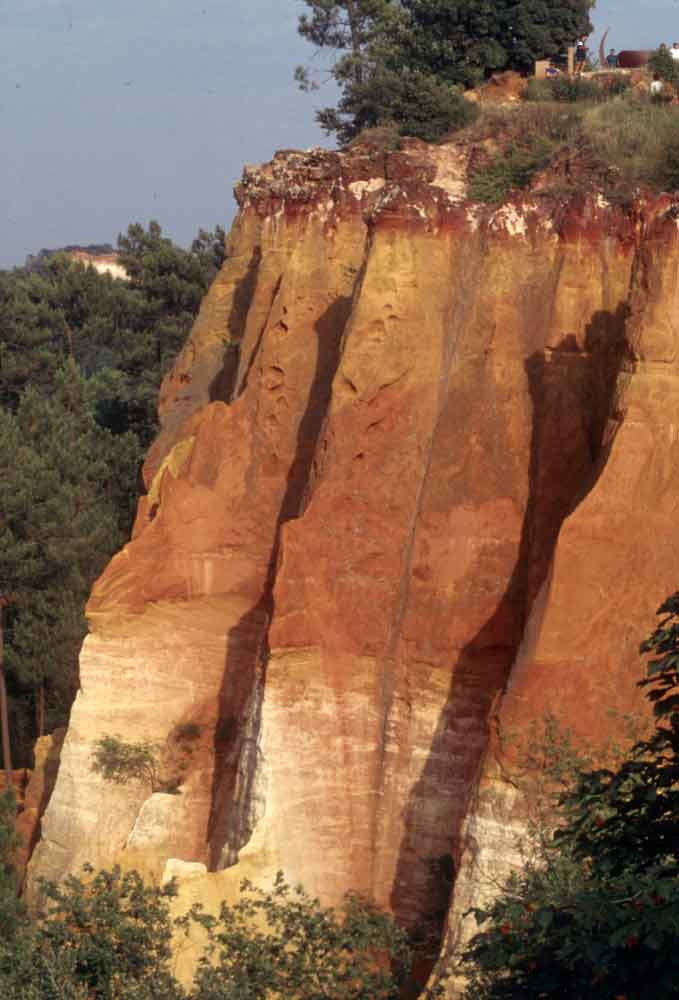
Скелі вохри в Руссільоні
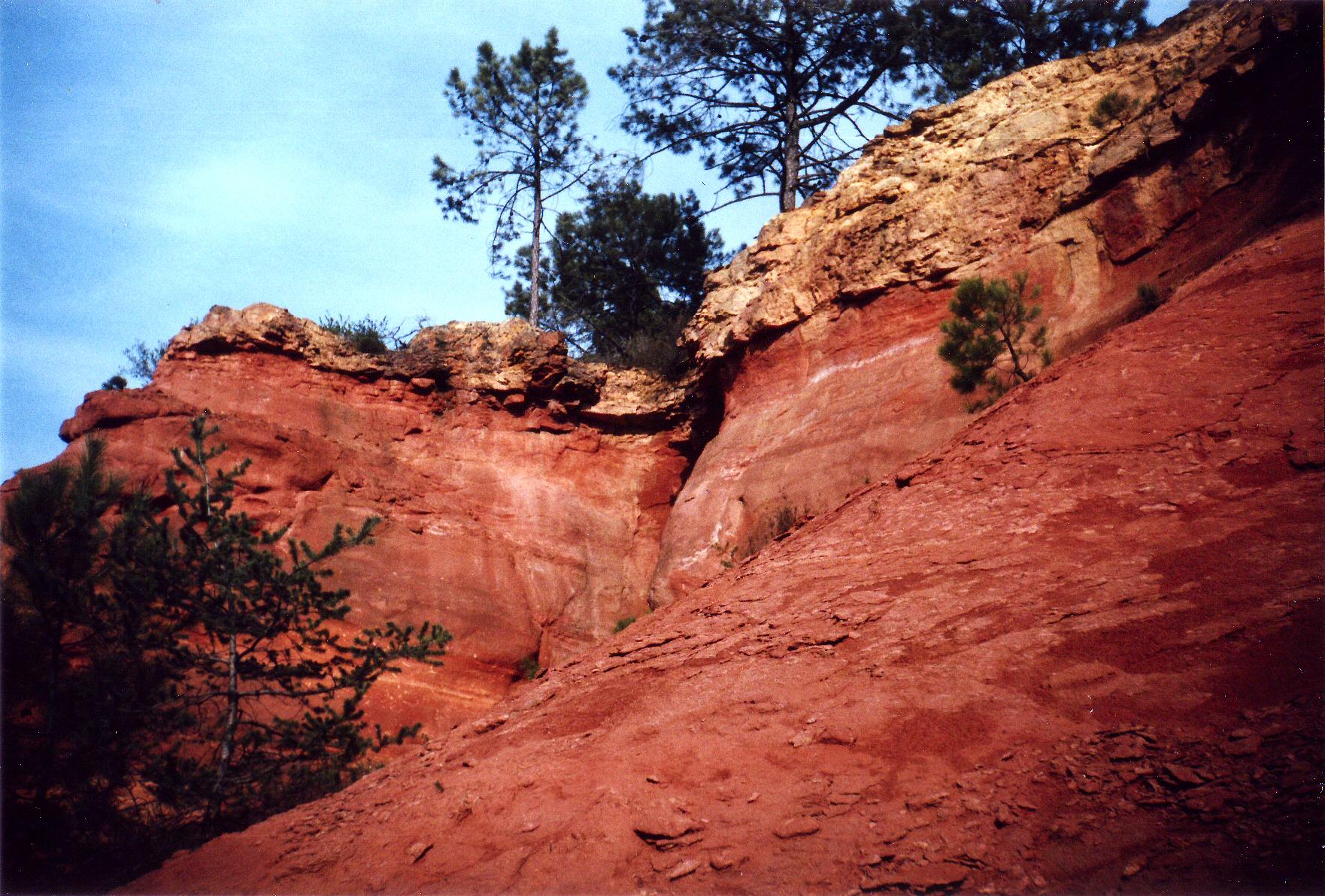
Скелі вохри в Руссільоні
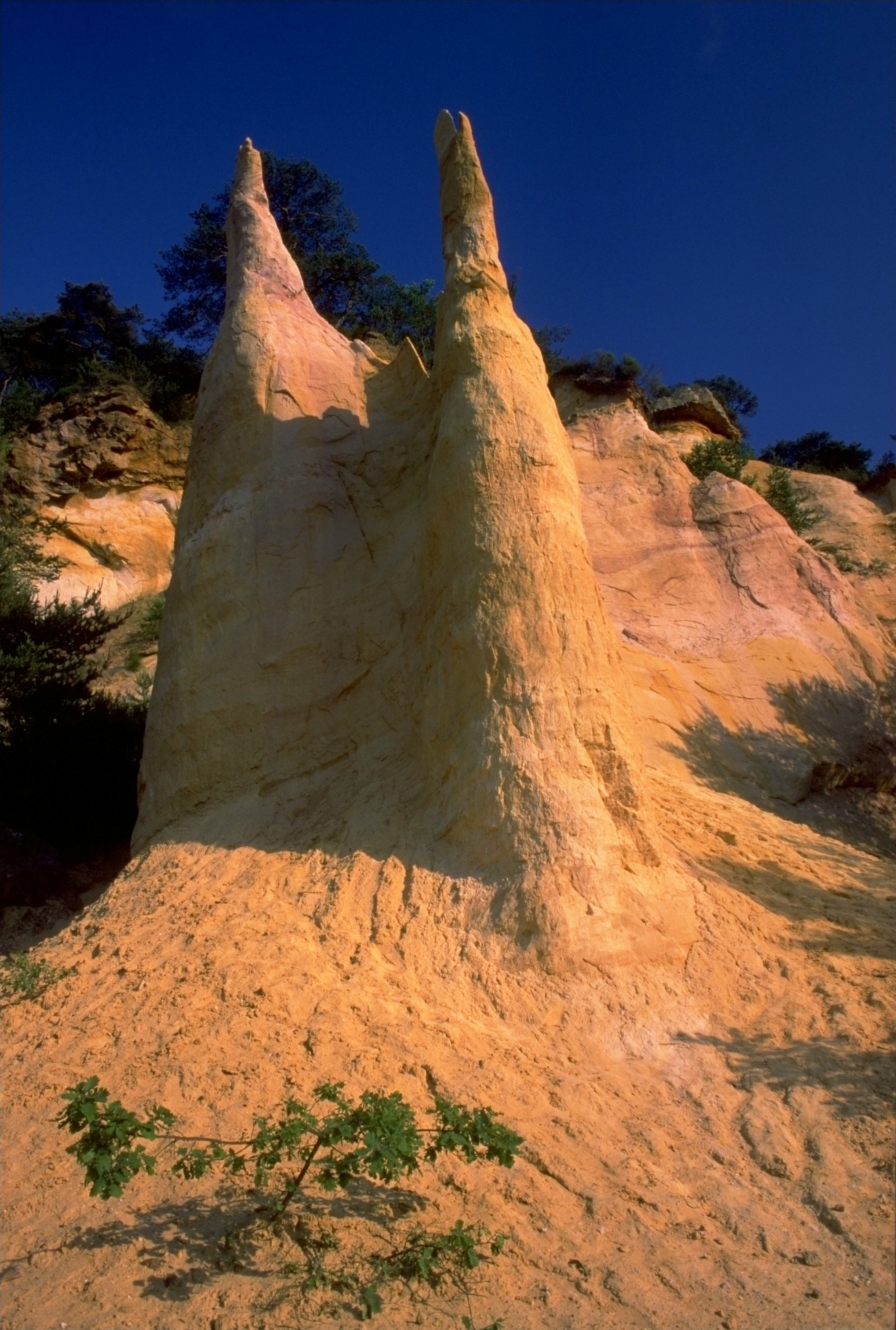
Вохрові скелі на Рустрелі

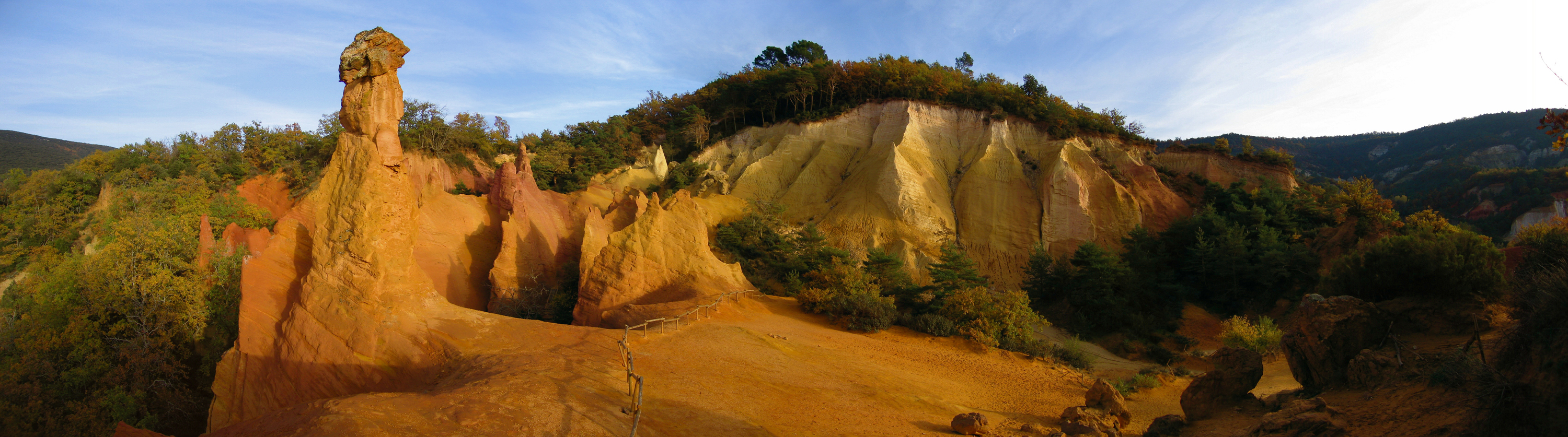
Панорама у Рюстрелі, де вохра все ще видобувається